# Epia domina
Epia domina is een vlinder uit de familie van de echte spinners (Bombycidae). De wetenschappelijke naam van de soort is voor het eerst geldig gepubliceerd in 1780 door Pieter Cramer.